# Пертль, Вольфганг Николаус
Вольфганг Николаус Пертль (нем. Wolfgang Nikolaus Pertl; 6 декабря 1667, Санкт-Гильген — 7 марта 1724, Санкт-Гильген) — австрийский юрист, дед композитора Вольфганга Амадея Моцарта по материнской линии. 

## Биография
Вольфганг Николаус Пертль родился  в семье Иоганнеса Пертля (1607—1698) и его жены Магдалены Захер (ум. 1681) в Санкт-Гильгене. После учебы в гимназии Пертль учился в Зальцбурге. За это время он несколько раз выступал сольно, как певец, после 1691 года, как Инструментальный басист на мероприятиях по закрытию года на школьной сцене Бенедиктинского университета. Он также был певцом и учителем пения в Штифте Святого Петра.
После учебы он сначала работал в Вене до 1706 года, когда он поступил на архиепископское служение в Rentmeisteramt.
В 1712 году Пертль женился на вдове Еве Розине Барбаре Ефросинии Пуксбаум, урожденной Альтман (1681—1755), дочери нотариуса Доминика Альтмана (1636—1702), от которой у него родилось трое детей, в том числе дочь Анна Мария (1720—1778), которая впоследствии стала матерью знаменитого композитора.
В 1716 году Вольфганг Николаус Пертль стал администратором суда по уходу в окружном суде Санкт-Гильгена. Первоначально он проживал на Замке Хюттенштайн, но затем переехал в квартиру в недавно построенном здании Amtshaus на Ишлер-штрассе в Санкт-Гильгене (Моцартхаус Санкт-Гильген).
Вольфганг Николаус Пертль умер 7 марта 1724 года в Санкт-Гильгене, в возрасте 56 лет.
После его смерти его жена и дочери жили в Зальцбурге в плохих условиях, он оставил после себя немалые долги.

## Семья
В браке Вольфганг Николаус Пертль и Ева Розина Барбара Ефросинья Пуксбаум имели троих детей:
- Клара Элизабет Розина Пертль (1713)

- Мария Розина Гертруда Пертль (1719—1728)

- Анна Мария Вальбурга Пертль (1720—1778) — в 1747 году вышла замуж за Леопольда Моцарта (1719—1787), имела семерых детей:
  - Иоганн Леопольд Иоахим Моцарт (1748—1749)
  - Мария Анна Кордула Моцарт (1749—1749)
  - Мария Анна Непомусена Вальбурга Моцарт (1750—1750)
  - Мария Анна Вальбурга Игнатия Моцарт (1751—1829) — в 1784 году вышла замуж за магистрата Иоганна Баптиста фон Зонненбурга (1736—1801), имела троих детей:
    - Леопольд Алоиз Панталеон фон Зонненбург (1785—1840)
    - Жанетта фон Зонненбург (1789—1805)
    - Мария Бабетта фон Зонненбург (1790—1791)

  - Иоганн Карл Амадей Моцарт (1752—1753)
  - Мария Кресцентия Франциска де Паула Моцарт (1754—1754)
  - Вольфганг Амадей Моцарт (1756—1791) —  композитор и музыкант-виртуоз, в 1782 году женился на Констанции Вебер (1762—1842), дочери Франца Фридолина Вебера (1733—1779) и его жены Сесилии Вебер (1727—1793), от которой имел шестерых детей:
    - Раймунд Леопольд Моцарт (1783)
    - Карл Томас Моцарт (1784—1858)
    - Иоганн Томас Леопольд Моцарт (1786)
    - Терезия Констанция Аделаида Фредерика Марианна Моцарт (1787—1788)
    - Анна Мария Моцарт (1789)
    - Франц Ксавер Вольфганг Моцарт (1791—1844) — композитор, пианист и музыкальный педагог.